# Epinephelus poecilonotus
Epinephelus poecilonotus es una especie de peces de la familia Serranidae en el orden de los Perciformes.

## Morfología
Los machos pueden llegar alcanzar los 65 cm de longitud total.

## Distribución geográfica
Se encuentra desde África Oriental hasta Japón, Corea, el mar de la China Meridional, Vietnam y Fiyi.